# Unidos de Planaltina
GRES Unidos de Planaltina é uma escola de samba brasileira, sediada em Planaltina, no Distrito Federal. A escola participa do Carnaval de Brasília.

## Carnavais
| Ano  | Colocação | Grupo                        | Enredo                            | Carnavalesco |
| ---- | --------- | ---------------------------- | --------------------------------- | ------------ |
| 2011 | 4º lugar  | Acesso II (terceira divisão) | Serra da Mantiqueira e dos amores |              |
| 2011 | 5º lugar  | Acesso II (terceira divisão) | Serra da Mantiqueira e dos amores |              |